# استنلی هوانگ
استنلی هوانگ (انگلیسی: Stanley Huang؛ زادهٔ ۲۱ سپتامبر ۱۹۷۴) یک هنرپیشه اهل تایوان است.